# عماد حقي
عماد حقي هو لاعب شطرنج سوري وأستاذ دولي مثَّل سوريا في عدة بطولات أقليمية وعربية في مجال الشطرنج.

## نشأته
ولد عماد حقي في شهر كانون الأول من عام 1956 وهو ابن الأديب والروائي السوري بديع حقي حيث بدأ بتعلم الشطرنج في سن مبكرة.

## مسيرته في الشطرنج
بدأ بارتياد المركز الثقافي السوفييتي في سبعينيات القرن العشرين للتدرب على احتراف لعبة الشطرنج بإشراف المدرب أحمد الراشدي، حيث خاض أول بطولة رسمية له وهي بطولة دمشق للرجال أواخر عام 1973.
قام عماد وزميله هاني البيطار ولاعبان آخران بتشكيل فريق من لاعبي الشطرنج وشاركوا في بطولة الأندية للشطرنج (على مستوى القطر) ممثلين نادي الجيش، ولقد أدى تراجع اهتمام إدارة نادي الجيش برياضة الشطرنج واعتزال زميله هاني البيطار اللعب إلى انتقال عماد حقي لنادي محافظة دمشق حيث حقق فيه بطولة أندية الجمهورية عدة مرات وخاض منافسات جدية مع أندية حلب مثل نادي الاتحاد ونادي عمال سكك الحديد ونادي المجد الدمشقي.

## إنجازاته
- حصل عماد حقي على بطولة الجمهورية للرجال أكثر من عشرة مرات.
- أول لاعب سوري يحصل على لقب أستاذ دولي في الشطرنج.
- حصل على أعلى رقم تصنيفي دولي للاعب شطرنج سوري في 1 أبريل 2005 وهو 2471 نقطة،[3] كما مثل سورية في العشرات من البطولات العربية والآسيوية والدولية والأولمبيات العالمية.
- حصل على بطولة الفرق العربية مع المنتخب السوري عام 1989.
- حصل على لقب بطل العرب لفردي الرجال.
- حصل أيضا على ذهبية الفردي بالدورة العربية في مصر عام 2007 إضافة للميدالية الفضية للفرق مع المنتخب السوري بنفس الدورة المذكورة آنفا.

ولقد فاز بعدد كبير من الميداليات في البطولات العربية والدولية التي شارك فيها.
انقطعت جميع مشاركاته في المنافسات المحلية والدولية منذ عام 2012.

## أبرز المباريات

### الأولمبياد 2008
| عماد حقي | المنافس                | الافتتاحية                                                       | النتيجة | النقلات | التاريخ         |
| -------- | ---------------------- | ---------------------------------------------------------------- | ------- | ------- | --------------- |
| الأبيض   | Bobby Miller           | دفاع الملك الهندي                                                | فوز     | 41      | 13 تشرين الثاني |
| الأبيض   | Khaled Abdel Razik     | دفاع بيرك: التفريع الصيني                                        | خسارة   | 17      | 14 تشرين الثاني |
| الأبيض   | Zeljko Bogut           | الدفاع الصقلي: تفريع لاسكر بيليكان. سفيشنيكوف، تفريع تشيليابينسك | فوز     | 37      | 15 تشرين الثاني |
| الأسود   | Auke Treu              | الافتتاح الانجليزي: تفريع بينوني                                 | فوز     | 57      | 16 تشرين الثاني |
| الأبيض   | Vadim Bondarets        | دفاع بيرك: هجوم نمساوي. تفريع التنين                             | تعادل   | 49      | 17 تشرين الثاني |
| الأسود   | Toby Brookfield        | الدفاع الصقلي: تفريع التنين. هجوم يوغسلافى                       | فوز     | 21      | 19 تشرين الثاني |
| الأبيض   | Bryan Macias Murillo   | الدفاع الصقلي                                                    | فوز     | 25      | 20 تشرين الثاني |
| الأسود   | Cander Flanders        | دفاع الملك الهندي: هجوم أربعة بيادق. هجوم عادي                   | فوز     | 55      | 21 تشرين الثاني |
| الأسود   | Ruben Pereira          | الدفاع الصقلي: تفريع التنين                                      | خسارة   | 41      | 22 تشرين الثاني |
| الأبيض   | Mosab Gator            | دفاع اليخين: التفريع الحديث. الخط الرئيسي                        | فوز     | 46      | 23 تشرين الثاني |
| الأسود   | Joan Hendrik Andreasen | دفاع نيمزو الهندي: تفريع رومانيشين                               | خسارة   | 44      | 25 تشرين الثاني |

## حالته الصحية
بعد عام 2012 ظهر عماد حقي بشكل غريب في أحياء دمشق حيث وجد تائهًا ومشوش الذاكرة، وكثرت الشائعات والتأويلات عن توصيف حالته ونشرت أخبار صحفية بعضها يطلق توصيفا لحالته بأنه أصيب بالتوحد أو بالجنون أو بـ آلزهايمر، ولم تصدر أي بيانات رسمية عن تشخيص طبي رسمي لحالته.

## وصلات خارجية
- عماد حقي على موقع الاتحاد الدولي للشطرنج (الإنجليزية)
- عماد حقي على موقع مباريات الشطرنج (الإنجليزية)
- عماد حقي على موقع 365Chess.com (الإنجليزية)
- عماد حقي على موقع Chesstempo.com (الإنجليزية)
- عماد حقي سجل أولمبياد الشطرنج على موقع OlimpBase.org (الإنجليزية)

- عماد حقي على موقع مباريات الشطرنج
- عماد حقي على موقع 365chess
- عماد حقي على موقع الاتحاد الدولي للشطرنج (FIDE)
- عماد حقي على فليكر